# Axonopus scoparius
Axonopus scoparius är en gräsart som först beskrevs av Johannes Flüggé, och fick sitt nu gällande namn av João Geraldo Kuhlmann. Axonopus scoparius ingår i släktet Axonopus och familjen gräs. Inga underarter finns listade i Catalogue of Life.